# Maneuverable reentry vehicle

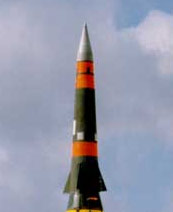
MARV einer Pershing-II-Rakete

Ein Maneuverable reentry vehicle (Abk.: MARV oder MaRV) bzw. manövrierfähiger Wiedereintrittskörper ist ein lenkbarer Gefechtskopf.

## Funktionalität
MARVs sind eine Weiterentwicklung der MIRVs (multiple independently targetable reentry vehicles) und teilen mit diesen das Ziel, die Überlebensfähigkeit der Gefechtsköpfe gegenüber einer strategischen oder ballistischen Raketenabwehr (SDI, NMD) zu erhöhen. Die Manövrierfähigkeit kann wie bei der Pershing II auch der Erhöhung der Treffergenauigkeit im Endanflug dienen. 
Während herkömmliche Gefechtsköpfe stets eine berechenbare ballistische Bahn beschreiben, können MARV in der Endphase des Flugs schnelle und nicht vorhersehbare Flugbewegungen durchführen. Damit wird es für einen Abwehrflugkörper deutlich erschwert, den Eintrittskörper mit dem erforderlichen Hit-To-Kill-Treffer zu zerstören.

## Systeme
Mit MARV-Technologie ausgestattete Waffensysteme waren bzw. sind:
- Minuteman I mit Advanced Maneuverable Reentry Vehicle (AMaRV) von McDonnell Douglas (nur Prototyp, Testflüge: 1979–1981)[1]
- die US-amerikanische MGM-31C Pershing II Mittelstreckenrakete mit aktiver Radarführung im Endanflug (gemäß INF-Vertrag außer Dienst gestellt);
- die mobile russische Topol-M-Interkontinentalrakete wurde mit einem MaRV-Gefechtskopf getestet;

## Steuerprinzipien

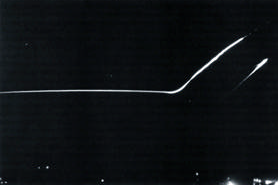
Testflug des Advanced maneuverable reentry vehicle (1980)

Grundsätzlich kann die Flugphase der Gefechtsköpfe in einen exo- und einen endoatmosphärischen Abschnitt geteilt werden. In beiden sind Manöver möglich, wobei aber unter Umständen unterschiedliche Steuerungsprinzipien zur Anwendung gelangen können.

### Exoatmosphärischer Abschnitt
Dieser Abschnitt liegt zwischen dem Aussetzen der Sprengköpfe nach Brennschluss der letzten Raketenstufe und dem Beginn des Atmosphärenwiedereintritts. Zum Manövrieren können Lagekontrolltriebwerke genutzt werden, welche in ähnlicher Form auch in einem Abfangflugkörper (NMD) Verwendung finden. 
Es ist möglich, dass ein MARV selbst mit Sensoren ausgerüstet ist, um anfliegende Abfangflugkörper zu erfassen und in direkter Reaktion darauf Ausweichmanöver durchzuführen. Wahrscheinlicher ist aber, dass stattdessen zufällige Ausweichmanöver durchgeführt werden.

### Endoatmosphärischer Abschnitt
Dieser Abschnitt liegt zwischen Wiedereintritt in die Atmosphäre und dem Einschlag bzw. der Zündung am Zielpunkt. Auch in dieser Phase ist ein Abfangen, vor allem in den höheren Atmosphärenschichten, möglich. Um dies zu verhindern, können einerseits mittels Steuertriebwerken Impulse auf den Flugkörper übertragen werden, die seine Abstiegsbahn beeinflussen. Es ist andererseits aber auch eine aerodynamische Steuerung denkbar. Da sich der MARV mit Hyperschallgeschwindigkeit bewegt, kann er als Tragrumpf oder auch als Wellenreiter geformt sein. Dabei ergibt sich eine asymmetrische äußere Form. An einer Seite des MARV wird die umströmende Luft abgelenkt. Durch die entstehenden Stoßwellen wird die Luft an dieser Seite verlangsamt und es baut sich ein Druck auf. Da dies nur an einer Seite des MARV geschieht, wirkt eine Kraft auf ihn, die zur Steuerung genutzt werden kann. Durch Rollen um die Längsachse wird die Richtung dieser Kraft verändert. Damit ist ein „Hakenschlagen“ durch plötzliches Rollen des MARV möglich. Dies erschwert Abwehrmaßnahmen erheblich.  Bei einem kontinuierlichen Rollen würde eine einem Korkenzieher ähnliche Abstiegsbahn entstehen. Auch diese Trajektorie erschwert eine Abwehr, liefert aber insgesamt besser beherrschbare Steuermanöver und verringert die aerodynamischen mechanischen Belastungen. Die Rollmanöver ließen sich über aerodynamische Steuerflächen oder mittels Rolltriebwerken kontrollieren. Der Vorteil einer solchen Konfiguration liegt in einem prinzipiell einfacheren Aufbau des MARV gegenüber einem Design mit mehreren Lagekontrolltriebwerken. Problematisch kann hingegen die aerodynamische Stabilisierung in allen Flugphasen sein. Mit diesem System ist das Manövrieren erst innerhalb der Atmosphäre möglich, ein Abfangen im viel länger andauernden exosphärischen Abschnitt wird nicht behindert.